# Syatkinella snezhanae
Syatkinella snezhanae is een platworm (Platyhelminthes). De worm is tweeslachtig. De soort leeft in het zoete water van het Baikalmeer.
De platworm komt uit het geslacht Syatkinella. Syatkinella snezhanae werd in 2004 beschreven door Timoshkin.